# Пожар на авианосце «Орискани» (1966)
Пожар на авианосце «Орискани» — крупный инцидент, произошедший 26 октября 1966 года на борту американского авианосца «Орискани» типа «Эссекс». Пожар возник в результате того, что зажженная сигнальная ракета оказалась заперта в факельном шкафчике. В результате пожара погибли 44 человека, в основном лётный состав, ещё 156 получили ранения. Это был первый из трех крупных пожаров на американских авианосцах во время войны во Вьетнаме.

## Предыстория
26 мая 1966 года авианосец «Орискани» вышел из Сан-Диего для своего второго развертывания во Вьетнаме. Через несколько недель авианосец прибыл в зону ответственности и начал операции по поддержке боевых действий.

## Последовательность событий
Около 07:28, когда «Орискани» готовился к началу полётов и укладывал боеприпасы после ночных полётов, была объявлена тревога о возгорании в отсеке А-107-М, в шкафчике, содержащем более 250 магниевых ракет МК-24, расположенном в носовой части ангарной палубы рядом со спонсоном правого борта. Случайно сработала сигнальная ракета, и матрос, работавший с ней, бросил её в шкафчик и захлопнул дверцу. В шкафчике хранились сотни 24-фунтовых (10,9 кг) ракет, температура горения которых достигала 3000 градусов. Была объявлена боевая тревога, пожарные попытались охладить металлические конструкции вокруг горящего шкафчика. Высокое давление внутри не позволяло открыть дверцу и непосредственная борьба с огнем была невозможна. Примерно через 10 минут давление стало настолько сильным, что дверцы были выдавлены, в результате чего загорелся вертолёт, расположенный по левому борту в носовой части ангарной палубы. Корабль двигался против ветра, готовясь к запуску самолётов, огонь и дым тем временем распространялись вперёд, в помещения для экипажа, расположенные перед ангарным отсеком. Персонал ангарной палубы срочно убирал самолёты, многие из которых были загружены бомбами и топливом, из ангара на полётную палубу. На шестой палубе, в насосном отделении, обслуживающим передний элеватор, дежурный матрос пытался закрыть большие вентиляционные отверстия, через которые в отсек начал проникать дым. Не в силах этого сделать, он использовал мокрые тряпки, чтобы защитить себя Coincidentally, the scuba gear belonged to the trapped sailor.. В зоне огня матросы начали попытки эвакуировать каюты, занятые в основном пилотами авиагруппы «'Орискани'».
В течение пяти минут в ракетном шкафу произошел взрыв в результате одновременного возгорания нескольких ракет. Самолёты в ангарном отсеке загорелись, а находившиеся поблизости моряки, пытавшиеся охладить территорию, погибли. В офицерских каютах несколько человек погибли от ожога лёгких, несколько членов экипажа задохнулись в коридорах. На полётной палубе пожарные лихорадочно работали, чтобы охладить стальное перекрытие, в то время как другой персонал начал сбрасывать боеприпасы за борт. Загоревшиеся самолёты были выброшены из ангара за борт вместе с боеприпасами, которые попали в ангар во время недавнего пополнения арсеналов.
Один из пилотов, запертый огнём в своей каюте, смог найти гаечный ключ, чтобы открыть иллюминатор. Когда обстановка его каюты начала гореть, пилот постоянно заворачивался в мокрые простыни и одеяла, высунув голову из иллюминатора. Когда простыни или одеяла начинали тлеть, пилот снова смачивал их и возвращался к иллюминатору. Он смог сообщить находившимся снаружи матросам о своём бедственном положении, и те передали ему пожарный шланг, фонарь и кислородный дыхательный аппарат. Находившийся в одной из соседних кают старший офицер эскадрильи «Крусейдеров» сумел выбраться через иллюминатор. Облачившись в костюм пожарного, он помог начальнику пожарной охраны корабля в организации борьбы за живучесть.
В насосной комнате элеватора люк был заблокирован давлением воды, скопившейся там в результате работы систем пожаротушения, и внутри оказался запертым один из пожарных. Большими усилиями ему удалось открыть люк, в результате чего вода частично затопила отсек. Попавшего в ловушку воды и дыма пожарного спас артиллерийский офицер, квалифицированный водолаз ВМС.
Рядом с насосным отделением несколько офицеров и матросов укрылись в отсеке, простиравшемся от ангара до палубы под насосным отделением. Один из офицеров получил сильные ожоги, а второй потерял сознание после того, как упал с лестницы. Сломав висячие замки на складских помещениях внутри отсека, чтобы впустить пригодный для дыхания воздух, офицеры и солдаты надеялись переждать огонь. Позднее они предприняли попытку выбраться из отсека в более безопасное место. Один из матросов покинул отсек, надеясь найти дыхательные аппараты, и встретил людей, которые помогли вынести раненых офицеров.
Примерно в 10:30 начальник пожарной охраны корабля, который руководил тушением пожара на ангарной палубе, сообщил центру управления аварийными ситуациями, что пожар находится под контролем. Последний из небольших пожаров был потушен примерно через пять часов. Не имея возможности продолжать боевое дежурство, «Орискани» взял курс на военно-морскую базу в Субик-Бей на Филиппинах.
Во время пожара часть раненых была доставлена с «Орискани» на борт авианосца «Констеллейшн» (CV-64).

## Последствия
В огне погибло 43 человека, ещё один умер через 5 дней после происшествия. 28 октября на борту «Орискани» прошла панихида по погибшим во время пожара. После ремонта в Субик-Бей корабль вернулся на военно-морскую верфь Хантерс-Пойнт в Сан-Франциско для более серьёзной реконструкции Корабль вернулся в строй в следующем году, пройдя обучение перед возвращением на Янки-Стейшн. Несколько моряков, в том числе старший артиллерийский офицер, предстали перед военным трибуналом по 44 пунктам обвинения в непредумышленном убийстве, однако все были оправданы. Расследование ВМС установило, что магниевые сигнальные ракеты в определённых случаях могут загореться при сотрясении; считается, что именно это вызвало первоначальное возгорание фальшфейера.
Пожар на борту Орискани стал первым из трех крупных пожаров на борту американских авианосцев во второй половине 1960-х годов. В результате пожара на борту USS Forrestal 29 июля 1967 года 134 моряка погибли и 161 был ранен, а на авианосце USS Enterprise 15 января 1969 года 28 моряков погибли и 314 получили ранения.

### Мемориал
После списания корабля в 1976 году был создан мемориал, где установлен якорь корабля и мемориальные доски с изображениями 44 погибших.